# Ризо, Екатерина Васильевна
Екатери́на Васи́льевна Ризо́ (31 декабря 1912, Черноярская — предположительно 1969, Москва) — советский кинооператор киностудии «Союзмультфильм».

## Биография[1]
Родилась 31 декабря 1912 года (по некоторым данным, в 1913 году) в станице Черноярская.
В 1930 году поступила в мультипликационную мастерскую при кинофабрике «Межрабпомфильм», где работал её отец.
С 1937 года зачислена на киностудию «Союзмультфильм» заливщицей, с 1938 года переведена в операторский цех съёмщицей.
В 1941 году эвакуирована в Уфу, где работала плакатчицей и копировальщицей в Гизместпроме.
В 1942—1943 годах работала пожарным в Театре миниатюр в Москве.
В 1943 по 1969 годах — вновь в операторском цехе «Союзмультфильма», сначала как ассистент оператора, a с 1950 года — как сама оператор. Работала с режиссёрами О. П. Ходатаевой, П. Н. Носовым, А. Г. Снежко-Блоцкой, В. Я. Бордзиловским, Ю. А. Прытковым, Г. М. Козловым и другими.
После карьеры на киностудии «Союзмультфильм», её дальнейшая судьба неизвестна. Ушла из жизни без вести.

## Фильмография
1. 1947 — Конёк-Горбунок (реж. Иван Иванов-Вано) (ассистент оператора)
2. 1950 — Дедушка и внучек (реж. Александр Иванов) (второй оператор)
3. 1950 — Когда зажигаются ёлки (реж. Мстислав Пащенко) (ассистент оператора)
4. 1950 — Сказка о рыбаке и рыбке (реж. Михаил Цехановский) (ассистент оператора)
5. 1951 — Лесные путешественники (реж. Мстислав Пащенко) (ассистент оператора)
6. 1952 — Зай и Чик (реж.  Александр Иванов, Иван Аксенчук)
7. 1952 — Аленький цветочек (реж. Лев Атаманов) (второй оператор)
8. 1952 — Каштанка (реж. Михаил Цехановский) (ассистент оператора)
9. 1953 — Волшебный магазин (реж. Леонид Амальрик, Владимир Полковников) (второй оператор)
10. 1953 — Сестрица Алёнушка и братец Иванушка (реж. Ольга Ходатаева)
11. 1954 — Три мешка хитростей (реж.  Ольга Ходатаева)
12. 1954 — Золотая антилопа (реж.  Лев Атаманов) (второй оператор)
13. 1954 — Стрела улетает в сказку (реж. Леонид Амальрик) (ассистент оператора)
14. 1955 — Мишка-задира (реж. Пётр Носов)
15. 1955 — Заколдованный мальчик (реж. Владимир Полковников) (второй оператор)
16. 1955 — Снеговик-почтовик (реж. Леонид Амальрик) (ассистент оператора)
17. 1955 — Необыкновенный матч (реж. Мстислав Пащенко, Борис Дёжкин) (ассистент оператора)
18. 1956 — Приключения Мурзилки (реж. Борис Степанцев)
19. 1956 — Шакалёнок и верблюд (реж. Владимир Полковников)
20. 1956 — Пирожок (реж. Пётр Носов)
21. 1957 — Волк и семеро козлят (реж. Пётр Носов)
22. 1957 — Снежная королева (реж. Лев Атаманов) (ассистент оператора)
23. 1958 — Лиса и Волк (реж. Пётр Носов)
24. 1958 — Сказка о Мальчише-Кибальчише (реж. Александра Снежко-Блоцкая)
25. 1958 — Кошкин дом (реж. Леонид Амальрик) (ассистент оператора)
26. 1959 — Новогоднее путешествие (реж. Пётр Носов)
27. 1959 — Янтарный замок (реж. Александра Снежко-Блоцкая)
28. 1960 — Винтик и Шпунтик — весёлые мастера (реж. Пётр Носов)
29. 1960 — Мурзилка и великан (реж. Пётр Носов)
30. 1960 — Мурзилка на спутнике (реж. Евгений Райковский, Борис Степанцев) (ассистент оператора)
31. 1960 — Светлячок № 1 (реж. Дмитрий Бабиченко)
32. 1960 — Шла курочка с цыплятами (реж. Дмитрий Бабиченко)
33. 1960 — Мультипликационный крокодил № 3 (не сохранился; реж.  Дмитрий Бабиченко)
34. 1961 — Дракон (реж. Александра Снежко-Блоцкая)
35. 1961 — Незнайка учится (реж.  Пётр Носов)
36. 1962 — Королева Зубная щётка (реж. Николай Фёдоров)
37. 1962 — Чудесный сад (реж.  Александра Снежко-Блоцкая)
38. 1962 — Небесная история (реж. Юрий Прытков)
39. 1962 — Случай с художником (реж. Григорий Козлов)
40. 1963 — Баранкин, будь человеком! (реж. Александра Снежко-Блоцкая)
41. 1963 — Вот так тигр! (реж. Александр Трусов)
42. 1963 — Дочь солнца (реж. Александра Снежко-Блоцкая)
43. 1963 — Следопыт (реж. Пётр Носов)
44. 1963 — Большой «Фитиль» (реж. Мери Анджапаридзе)
45. 1963 — Миллионер (реж. Витольд Бордзиловский)
46. 1964 — Лужа (реж. Юрий Прытков)
47. 1964 — Светлячок № 5 (реж. Юрий Прытков)
48. 1964 — Щенок (реж. Витольд Бордзиловский)
49. 1964 — Новый дом (реж. Григорий Козлов)
50. 1964 — Попался (реж. Григорий Козлов)
51. 1964 — Ситцевая улица (реж. Пётр Носов)
52. 1964 — Кто виноват (реж. Юрий Прытков и Витольд Бордзиловский)
53. 1965 — Гунан-Батор (реж. Роман Давыдов)
54. 1965 — Светлячок № 6 (реж. Пётр Носов)
55. 1965 — Рикки-Тикки-Тави (реж. Александра Снежко-Блоцкая)
56. 1966 — Герой (реж. Пётр Носов)
57. 1966 — Главный Звёздный (реж. Роман Давыдов)
58. 1966 — Дружок (реж. Пётр Носов)
59. 1966 — Светлячок № 7 (реж. Пётр Носов)
60. 1967 — Зеркальце (реж. Пётр Носов)
61. 1967 — Будильник (реж. Лев Мильчин)
62. 1967 — Сказка о золотом петушке (реж. Александра Снежко-Блоцкая)
63. 1968 — Кот, который гулял сам по себе (реж. Александра Снежко-Блоцкая)
64. 1968 — Самый большой друг (реж. Пётр Носов)
65. 1968 — Стеклянная гармоника (реж. Андрей Хржановский)